# Walter Behrends (Fußballspieler)
Walter Carlos Behrends Donovara (* 24. September 1929 in La Plata; † 21. Januar 2005 in Talca) war ein argentinischer Fußballspieler. Der Torwart spielte bei Teams in Argentinien und Chile.

## Karriere

### Verein
Walter Behrends begann seine Karriere bei Gimnasia La Plata und kam 1953 nach Chile zu den Rangers de Talca. Bei den Rangers stand er in acht Jahren in 169 Ligaspielen im Tor. Größter Herausforderer ab 1957 war der ebenfalls aus La Plata stammende Arturo Rodenak, der noch bis 1963 bei den Rangers blieb. Behrends erlangte 1958 die chilenische Staatsangehörigkeit. 1961 wechselte der Torhüter zu Universidad Católica, mit dem er Meister 1961 wurde und bei der Copa Campeones de América 1962 das Halbfinale gegen den späteren Sieger FC Santos mit Pelé erreichte. Seine Karriere musste er 1964 wegen anhaltender Knieprobleme beenden.

### Erfolge
Universidad Católica
- Chilenischer Meister: 1961